# Doropo
Doropo  est une localité du nord-est de la Côte d'Ivoire, et appartenant au département de Bouna, Région du Zanzan. La localité de Doropo est un chef-lieu de commune.

## Personnalités
- Commandant Issiaka Ouattara (alias Wattao), né à Doropo[2].

## Orpaillage clandestin
La commune de Doropo est confrontée à des activités d'orpaillage clandestin, notamment dans les localités frontalières. Ces exploitations artisanales, bien que non officielles, sont organisées selon des mécanismes de régulation locaux, influençant la gouvernance et la sécurité dans la région.